# Palais des Festivals et des Congrès

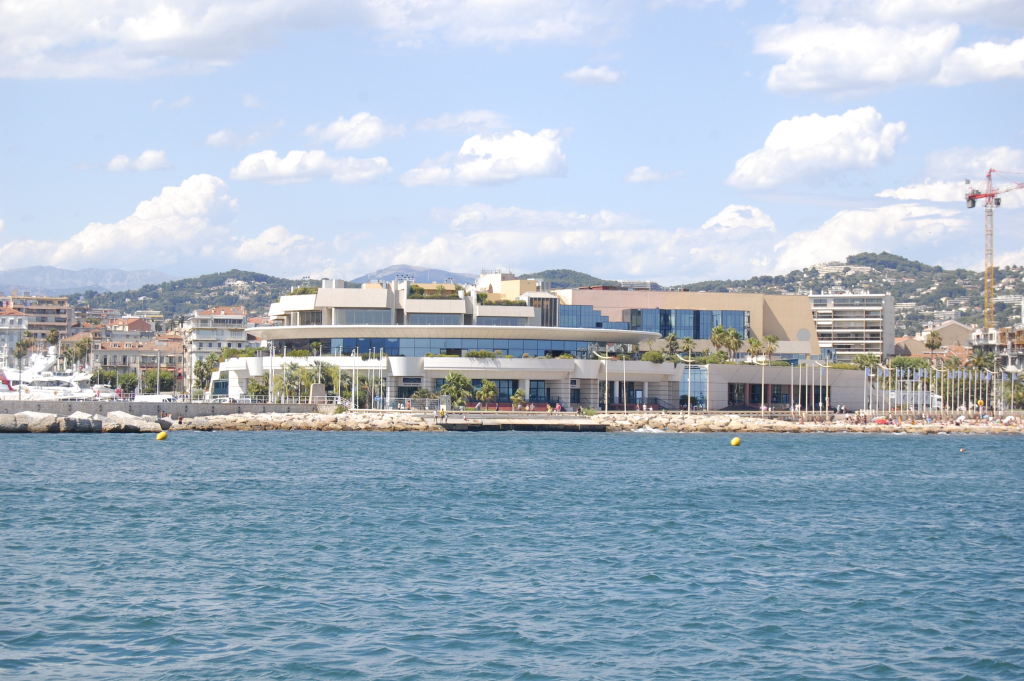
Het gebouw gezien vanaf zee

Het Palais des Festivals et des Congrès te Cannes is een modern gebouw aan La Croisette in Cannes. Het bekendste evenement dat er wordt gehouden is het Filmfestival van Cannes, waar jaarlijks de Gouden Palm wordt uitgereikt.
De hele Croisette is dan afgesloten voor het verkeer en de filmsterren worden aangevoerd met limousines tot aan de beroemde rode loper, waarlangs zij de trappen betreden.
De nachtelijke feesten worden gehouden in de diverse nachtclubs en discotheken, waaraan Cannes zo rijk is. Meestal zijn dit besloten feesten, waar het grote publiek wordt geweerd.
Behalve het filmfestival trekt elk jaar in maart in Le Palais de Mipin, de grootste onroerend goedbeurs ter wereld, zo'n 25.000 professionals. Jaarlijks zijn er in Le Palais congressen op het gebied van muziek, geluidsdragers en informatietechnologie. Daarnaast is Cannes gastheer voor het Cannes Lions International Advertising Festival, Midem en het Canneseries festival van televisieseries. Daarmee is Cannes de grootste conferentiestad van Frankrijk.
Het Palais des Festivals et des Congrès de Cannes werd tussen 1977 en 1982, na een internationale wedstrijd, gebouwd door de architecten Hubert Bennett (uit Londen) en François Druet (uit Biot) op de plaats van het voormalige Gemeentelijk Casino van Cannes ter vervanging van het Palais Croisette, dat te vervallen en te klein was. De constructie vereiste extra opvulling vanuit de zee. Het Palais werd in december 1982 ingehuldigd. Het massieve en hoekige karakter leverde het bouwwerk de bijnaam "Bunker" op. De kelders lopen door onder de esplanade en de tuinen eromheen: het Reynaldo Hahn-plein, een aangelegde tuin geërfd van de casinotuinen en de regelmatige halfronde tuin aan de dijk.
Ten zuiden van het paleis werden in 1999 de esplanade en de Riviera-rotonde aangelegd.
Het paleis heeft verschillende zalen, die tijdens het festival worden gebruikt voor de officiële selectie: het Grand Théâtre Lumière met 2.300 zitplaatsen (competitie, out-of-competition, ceremonies), de Debussy-zaal met 1.000 zitplaatsen (Un Certain Regard), de Agnès Varda-zaal, de Buñuel en Bazin Theaters (Cannes Classics, Cinéfondation, masterclass). Het paleis heeft ook een locatie voor persconferenties en een ruimte voor de filmmarkt.
De trap van het paleis, bekend van de rode loper van het filmfestival van Cannes, telt 24 treden.